# Bromelia fragilis
Bromelia fragilis är en gräsväxtart som beskrevs av Lyman Bradford Smith. Bromelia fragilis ingår i släktet Bromelia och familjen Bromeliaceae.
Artens utbredningsområde är Colombia. Inga underarter finns listade i Catalogue of Life.